# بوبان سافوفيتش
بوبان سافوفيتش مواليد 27 نوفمبر 1979 في شيبينيك، جمهورية كرواتيا الاشتراكية، هو لاعب كرة سلة مونتينيغري سابق. بدأ مسيرته الاحترافية في سنة 2002. يبلغ طوله 6 قدم 5 بوصة (2.0 م). اعتزل اللعب في 2006. لعب مع نادي بارتيزان لكرة السلة في الدوري الصربي لكرة السلة.

## روابط خارجية
- بوبان سافوفيتش على موقع الاتحاد الدولي لكرة السلة (الإنجليزية)
- بوبان سافوفيتش على موقع كرة السلة الأوروبية.كوم (الإنجليزية)
- بوبان سافوفيتش على موقع كلية كرة السلة في سبورتس رفرنس.كوم (الإنجليزية)
- بوبان سافوفيتش على موقع ريلجم (الإنجليزية)
- بوبان سافوفيتش على موقع سبورتس رفرنس (الإنجليزية)